# 아야세 덴
아야세 덴(일본어: 綾瀬 天, 2000년 6월 10일~)은 일본의 AV 여배우이다.